# Sievekingia trollii
Sievekingia trollii är en orkidéart som beskrevs av Rudolf Mansfeld. Sievekingia trollii ingår i släktet Sievekingia och familjen orkidéer.
Artens utbredningsområde är Bolivia. Inga underarter finns listade i Catalogue of Life.